# Pavel Aleksandrovič Urusov
Principe Pavel Aleksandrovič Urusov, in russo Павел Александрович Урусов? (8 gennaio 1807 – San Pietroburgo, 18 gennaio 1886), è stato un generale russo.

## Biografia
Era il figlio di Aleksandr Michajlovič Urusov, e di sua moglie, Ekaterina Pavlovna Tatiščeva, sorella del diplomatico Dmitrij Pavlovič Tatiščev.

## Carriera
Studiò presso la Scuola di Cavalleria Nikolaev e il 29 marzo 1825 entrò nel reggimento Semënovskij. In seguito entrò nel reggimento Izmajlovskij, dove ricoprì la carica di aiutante di campo.
Nel 1831 fu aiutante di campo nell'esercito del principe Gorčakov e partecipò alle operazioni militari contro i ribelli polacchi.
Nel 1837 venne promosso al grado di capitano, nel 1842 a colonnello e il 7 agosto 1849 a generale maggiore con l'iscrizione al seguito di Sua Maestà.
All'inizio della Guerra di Crimea, Urusov comandò la 10ª divisione di fanteria sul Danubio. Dopo lo sbarco anglo-francese in Crimea venne spostato nella stessa posizione nella 8ª divisione di fanteria.
Il 15 giugno 1855 fu nominato aiutante generale e capo della 2ª divisione di fanteria e l'8 settembre 1858 fu promosso a tenente generale. Il 30 agosto 1869 ricevette il grado di generale di fanteria.

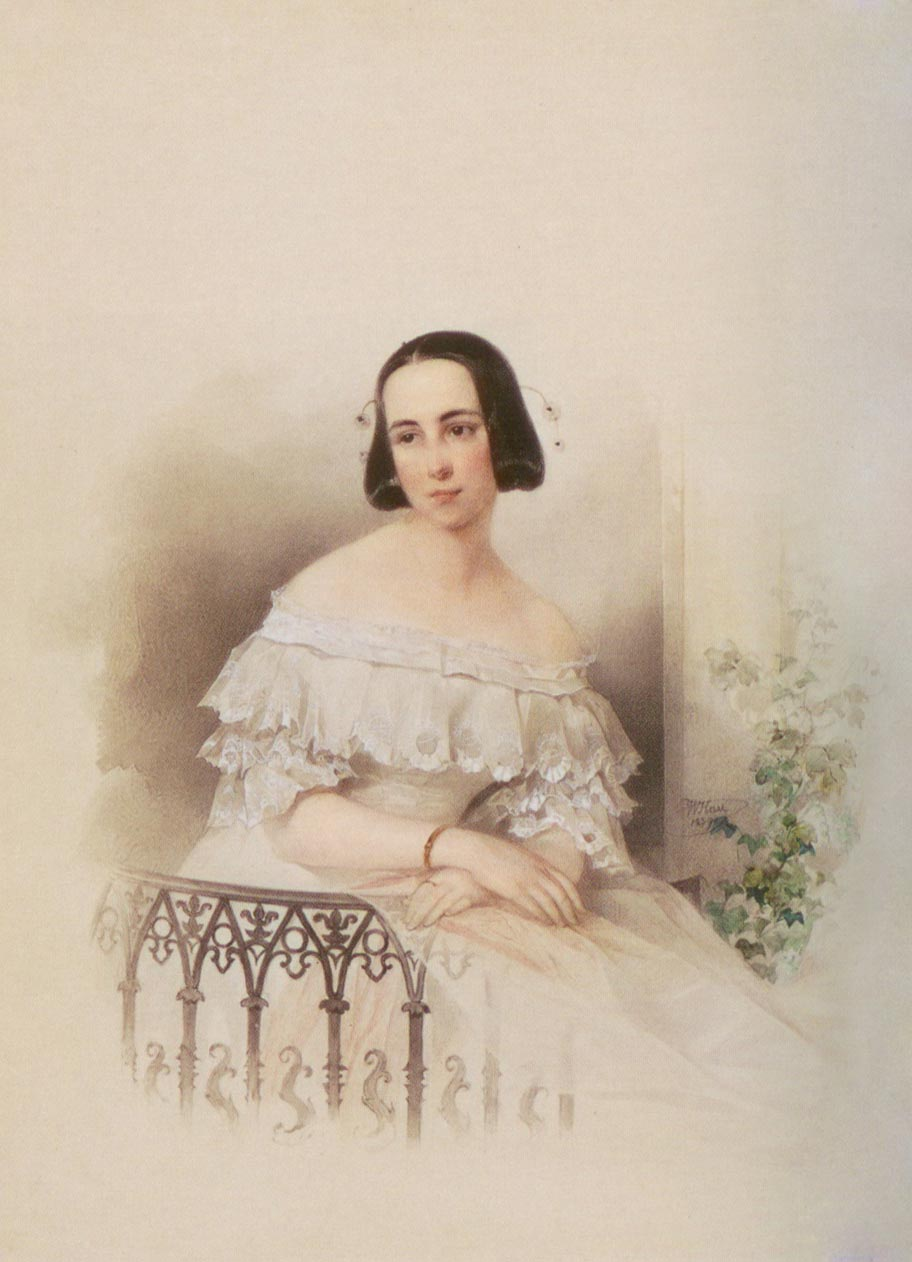
Ritratto di Aleksandra Sergeevna Uvarova, 1839

## Matrimonio
Nel 1837 sposò la contessa Aleksandra Sergeevna Uvarova (1814-1865), figlia di Sergej Semënovič Uvarov. Ebbero sei figli:
- Vladimir Pavlovič (1838-1880), sposò Julija L'vovna Gagarina, padre di Lev Vladimirovič;
- Lev Pavlovič (1839-1928);
- Elena Pavlovna (1840-?), sposò Sergej Evgen'evič Golovin;
- Aleksandr Pavlovič (1843-1897);
- Georgij Pavlovič (1844-?);
- Nikolaj Pavlovič (1846-1902).

## Morte
Morì il 18 gennaio 1886 a San Pietroburgo. Fu sepolto nel cimitero di Tichvin del Monastero di Aleksandr Nevskij.